# Offenbarungs-Inschrift
Der Begriff der Offenbarungs-Inschriften entstammt der modernen Altertumskunde und beschreibt eine relativ kleine Gruppe von lateinischen Weihinschriften aus der Zeit der hohen römischen Kaiserzeit bis zur Spätantike. Das Verbreitungsgebiet dieser Inschriften ist auffällig auf das Gebiet der rheinischen Provinzen der Germania inferior und Germania superior mit weit über 100 Inschriften konzentriert. Eine weitere hohe Zahl an Inschriften wurde in der Reichshauptstadt Rom gefunden, in den weiteren Regionen beziehungsweise Provinzen sind lediglich wenige verstreute Einzelfunde verzeichnet.

Diese Gruppe zeichnet sich durch ein bestimmtes Weihformular aus, in dem der Stifter auf Geheiß oder Veranlassung oder Ermahnung einer Gottheit die Her- und Aufstellung eines Votivsteins motivierte. Formeln, die Offenbarungs-Inschriften als solche kennzeichnen, sind:
- ex imperio
- ex iussu
- ex visu
- ex praecepto
- vis(s)u iussus

Innerhalb des Inschriftenkorpus der römischen Germanien-Provinzen zeigen mit dem größten Anteil die Weihinschriften für Matronen einen Offenbarungs-Charakter und hierbei wiederum fast ausschließlich mit der Formel ex imperio = auf Gebot, herrscherlichen Befehl. Die ex Visu Inschriften zeigen an, dass die Stifter glaubten den Befehl oder die Anweisung (iussu) der Gottheit im Traum erhalten zu haben.
Ein weiteres Charakteristikum der Offenbarungsinschriften in der Germania ist eine relative ethnische Zuordbarkeit der Weihesteine beziehungsweise der Dedikanten und deren unrömischen Wesen. Römer bezahlten ihr Votum mit Geld, nie auf Aufforderung durch eine Gottheit, und kennzeichneten dies folglich in den Inschriften durch die Abkürzung v. s. l. m. = votum solvit libens (laetus) merito („er/sie löste das Gelübde (froh) gern und nach Gebühr ein“). Der Befehl einer Gottheit schließt daher ein herkömmliches „römisches“ echtes Votum aus und kennzeichnet die Inschriften als aus einheimischen (germanischen) Kontexten herkommend. Zahlreiche Offenbarungs-Inschriften enden auffällig mit l. m. (vulgo libens merito), sodass diese Form als passender Abschluss gilt und des Weiteren bei fragmentarisch überlieferten Inschriften, bei denen lediglich in der Abschlusssequenz ein l. m. lesbar ist, ohne vorhandene Offenbarungsformel eine Offenbarungs-Inschrift vorliegen kann.
Beispiele für Offenbarungs-Inschriften an Gottheiten des Niederrheinischen Inschriftenkatalogs sind:

„Matronis Afliabus Marcus Marius Marcellus pro se et suis ex imperio ipsarum“

„Alateiviae ex iussu Divos medicus“

„Marti sacrum ex visu Secundinius Martius libens laetus posuit“

„Deae Hurstrg(a)e ex praecepto eius Valerius Silvester decurio municipii Batavorum posuit libens merito.“